# Planalto do Colorado

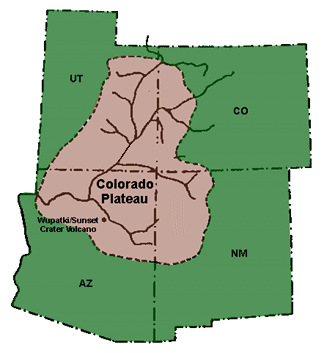
Mapa da Localização do Planalto do Colorado

O Planalto do Colorado também chamado de Província do Planalto do Colorado é uma região fisiográfica dos Planaltos Intermontane, centralizado na região dos Four Corners ("Quatro Cantos"), região sudoeste dos EUA. A província cobre uma área de 337 000km², pegando o oeste do Colorado, leste de Utah, noroeste do Novo México e norte do Arizona. Aproximadamente 90% da área é drenada pelo Rio Colorado e seus principais afluentes: Rio Green, Rio San Juan e o Little Colorado.

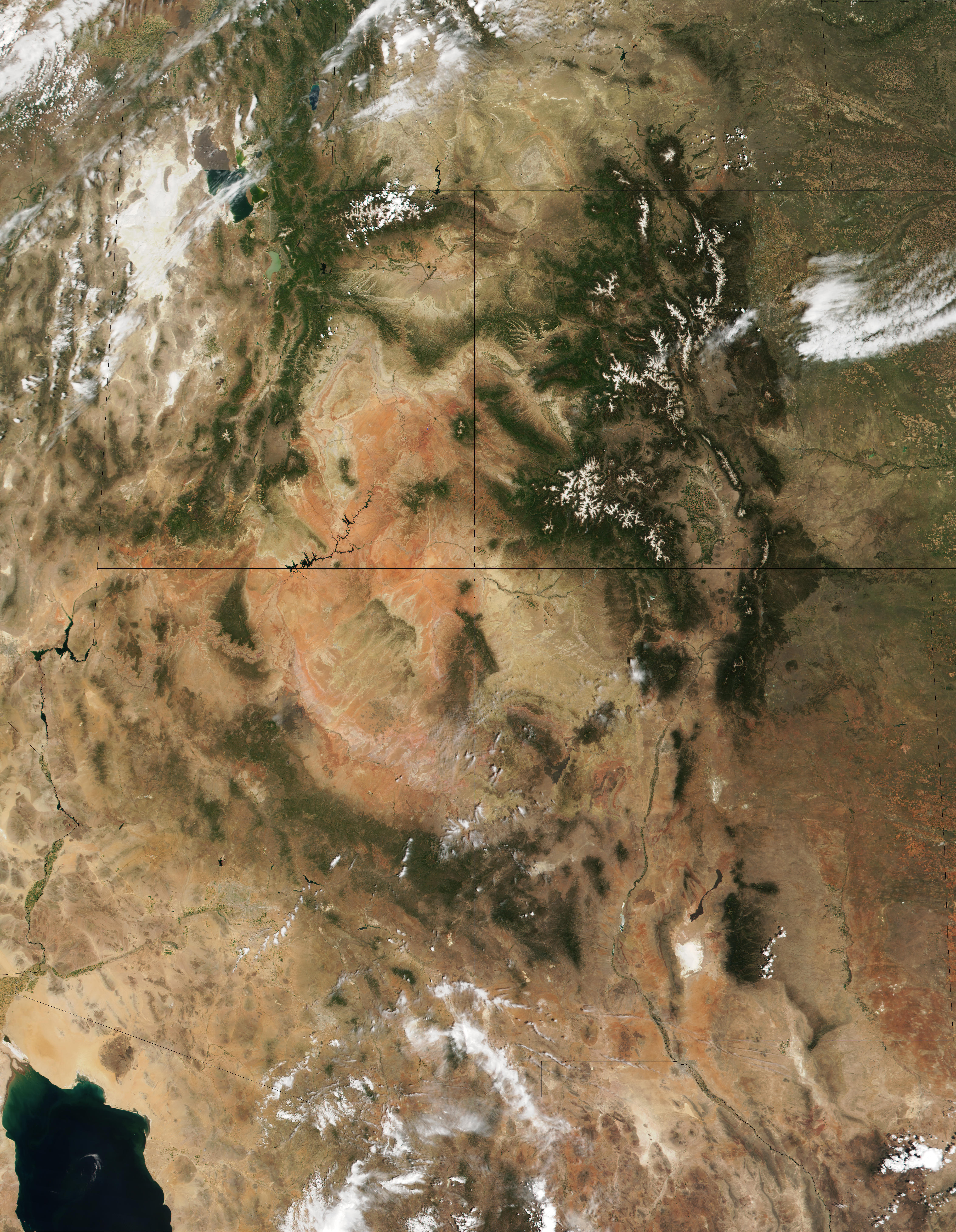
Four Corners e o Planalto do Colorado

Na porção sudoeste do Planalto do Colorado situa-se o Grand Canyon do Rio Colorado. Muito da paisagem do planalto está relacionada tanto na aparência quanto na geologia do Grand Canyon. O apelido "País da Rocha Vermelha" sugere as rochas nuas de brilho intenso que são a prova viva da secura e erosão permanente da região.
O Planalto possui a maior concentração de parques nacionais dos Estados Unidos. Dentre eles está o Parque Nacional do Grand Canyon, Parque Nacional de Zion, Parque Nacional de Bryce Canyon, Parque Nacional de Capitol Reef, Parque Nacional de Canyonlands, Parque Nacional dos Arcos, Parque Nacional de Mesa Verde e Parque Nacional da Floresta Petrificada. Além de parques nacionais, há vários monumentos no planalto.

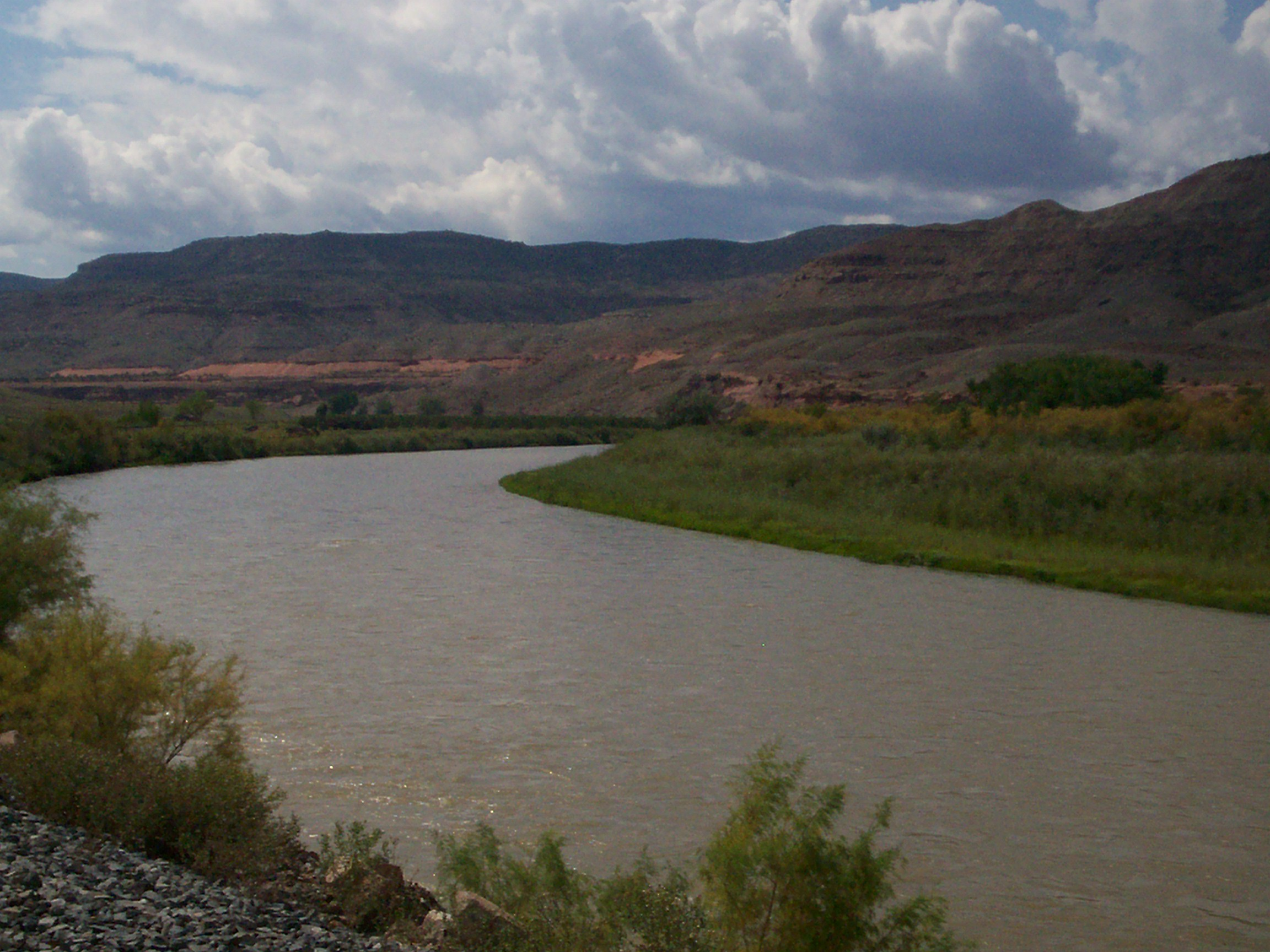
Rio Colorado

## Geografia
O planalto é circundado pelas Montanhas Rocky no Colorado e pelas Montanhas Uinta e Montanhas Wasatch, braços de cordilheiras no norte e centro de Utah. É também circundado pelo Rift do Rio Grande, Mogollin Rim e Basin and Range. Cadeias montanhosas isoladas como as Montanhas Southern Rocky no Colorado e as Montanhas La Sal em Utah se misturam em algumas partes com o Planalto do Colorado. É dividido em sete seções:
- Bacia de Uinta
- Altos Planaltos
- Grand Canyon
- Canyon Lands
- Navajo Section
- Datil-Mogollon
- Acoma-Zuni